# Rudolf Pojer
Rudolf Pojer (ur. 27 marca 1947 w Znojmie) – czechosłowacki strzelec, olimpijczyk, medalista mistrzostw świata i mistrzostw Europy.

## Kariera
Dwukrotny uczestnik igrzysk olimpijskich (IO 1968, IO 1972), na których wystartował łącznie w trzech konkurencjach. Najwyższą pozycję osiągnął w 1972 roku w Monachium, gdzie uplasował się na 11. miejscu w karabinie małokalibrowym leżąc z 50 m (startowało 101 strzelców). Na tych samych igrzyskach zajął 14. lokatę w karabinie dowolnym w trzech postawach z 300 m. Tę samą pozycję osiągnął w 1968 roku w Meksyku w karabinie małokalibrowym leżąc z 50 m.
Pojer jest czterokrotnym brązowym medalistą mistrzostw świata. Wszystkie podia wywalczył na zawodach w 1970 roku w Phoenix. Indywidualnie zdobył brąz w karabinie dowolnym klęcząc z 300 m, ponosząc porażkę wyłącznie z Lajosem Pappem i Witalijem Parchimowiczem. Na trzecim stopniu podium stał także w drużynowym strzelaniu z: karabinu dowolnego stojąc z 300 m, karabinu dowolnego w trzech postawach z 300 m i karabinu standardowego w trzech postawach z 50 m (we wszystkich konkurencjach Czechosłowację reprezentowali: Karel Bulan, Petr Kovářík, Rudolf Pojer i Antonín Schwarz). Dziewięć razy był wśród najlepszych ośmiu zawodników na mistrzostwach świata (wyniki te osiągnął w 1966 i 1970 roku).
Stał także na podium mistrzostw Europy. W 1969 roku został dwukrotnym drużynowym medalistą, zdobywając srebro w karabinie małokalibrowym leżąc z 50 m i brąz w karabinie małokalibrowym w trzech postawach z 50 m.

## Wyniki

### Igrzyska olimpijskie
| Igrzyska       | Konkurencja                          | Wynik                           | Miejsce | Źródło |
| -------------- | ------------------------------------ | ------------------------------- | ------- | ------ |
| Meksyk 1968    | Karabin małokalibrowy leżąc, 50 m    | 594 pkt. (99–99–100–97–100–99)  | 14      | [ 4 ]  |
| Monachium 1972 | Karabin małokalibrowy leżąc, 50 m    | 596 pkt. (100–100–99–98–100–99) | 11      | [ 2 ]  |
| Monachium 1972 | Karabin dowolny, trzy postawy, 300 m | 1138 pkt. (397–385–356)         | 14      | [ 3 ]  |

### Medale mistrzostw świata
Opracowano na podstawie materiałów źródłowych:
| Mistrzostwa  | Konkurencja                                        | Wynik             | Miejsce |
| ------------ | -------------------------------------------------- | ----------------- | ------- |
| Phoenix 1970 | Karabin dowolny klęcząc, 300 m                     | 383 pkt.          | brąz    |
| Phoenix 1970 | Karabin dowolny stojąc, 300 m, drużynowo           | 1434 pkt. (druż.) | brąz    |
| Phoenix 1970 | Karabin dowolny, trzy postawy, 300 m, drużynowo    | 4473 pkt. (druż.) | brąz    |
| Phoenix 1970 | Karabin standardowy, trzy postawy, 50 m, drużynowo | 2265 pkt. (druż.) | brąz    |

### Medale mistrzostw Europy
Opracowano na podstawie materiałów źródłowych:
| Mistrzostwa | Konkurencja                                          | Wynik | Miejsce |
| ----------- | ---------------------------------------------------- | ----- | ------- |
| Pilzno 1969 | Karabin małokalibrowy leżąc, 50 m, drużynowo         | ?     |         |
| Pilzno 1969 | Karabin małokalibrowy, trzy postawy, 50 m, drużynowo | ?     |         |